# Mistrzostwa Świata Juniorów w Hokeju na Lodzie 2023 (II Dywizja)
Mistrzostwa Świata Juniorów w Hokeju na Lodzie II dywizji 2023 odbyły się w dwóch państwach: na Litwie (Kowno) oraz na Islandii (Reykjavík). Zawody grupy A rozgrywane były w dniach 11–17 grudnia 2022 roku, a grupy B 16–22 stycznia 2023 roku.
W mistrzostwach drugiej dywizji uczestniczyło 12 zespołów, które zostały podzielone na dwie grupy po 6 zespołów. Rozgrywały one mecze systemem każdy z każdym. Pierwsza drużyna turnieju grupy A awansowała do mistrzostw świata dywizji IB, ostatni zespół grupy A zagrał w grupie B, zastępując zwycięzcę turnieju grupy B. Najsłabsza drużyna grupy B spadła do trzeciej dywizji.
Hale, w których odbyły się zawody to:
- Kaunas Ice Palace (Kowno)
- Laugardalur Arena (Reykjavík)

## Grupa A
Wyniki
| 11 grudnia 2022 | Holandia | 3:2 pd. | Chorwacja | Kaunas Ice Palace, Kowno |

| Szczegóły      | Szczegóły                                                            | Szczegóły            | Szczegóły                                  | Szczegóły                                                                                  |
| -------------- | -------------------------------------------------------------------- | -------------------- | ------------------------------------------ | ------------------------------------------------------------------------------------------ |
| Godzina: 12:30 | M. Timmer (EQ) 00:38 W. de Bruijn (PP) 51:24 W. de Bruijn (EQ) 62:22 | (1:1, 0:1, 1:0, 1:0) | 02:28 (EQ) F. Kasparek 21:03 (EQ) B. Idzan | Widzów: 112 Sędzia główny: Anton Peretiatko Sędziowie liniowi: Go Hashimoto Juri Timofejew |
| Godzina: 12:30 | 10 min. kar                                                          |                      | 6 min. kar                                 | Widzów: 112 Sędzia główny: Anton Peretiatko Sędziowie liniowi: Go Hashimoto Juri Timofejew |

| 11 grudnia 2022 | Litwa | 3:4 | Wielka Brytania | Kaunas Ice Palace, Kowno |

| Szczegóły      | Szczegóły                                                               | Szczegóły       | Szczegóły                                                                                   | Szczegóły                                                                                       |
| -------------- | ----------------------------------------------------------------------- | --------------- | ------------------------------------------------------------------------------------------- | ----------------------------------------------------------------------------------------------- |
| Godzina: 16:00 | T. Sedleckij Razin (PP) 06:57 M. Dumcius (EQ) 08:21 V. Cizas (PP) 38:05 | (2:1, 1:2, 0:1) | 09:59 (EQ) C.-K. Hamill 27:55 (PP) B. Harewood 39:20 (EQ) J. Hopkins 49:17 (PP2) J. Hopkins | Widzów: 689 Sędzia główny: Maris Locans Sędziowie liniowi: Serhij Charaberiusz Jason Thorrignac |
| Godzina: 16:00 | 33 min. kar                                                             |                 | 14 min. kar                                                                                 | Widzów: 689 Sędzia główny: Maris Locans Sędziowie liniowi: Serhij Charaberiusz Jason Thorrignac |

| 11 grudnia 2022 | Hiszpania | 6:2 | Rumunia | Kaunas Ice Palace, Kowno |

| Szczegóły      | Szczegóły | Szczegóły       | Szczegóły                               | Szczegóły                                                                                           |
| -------------- | --- | --------------- | --------------------------------------- | --------------------------------------------------------------------------------------------------- |
| Godzina: 19:30 | P. Mata (EQ) 19:22 J. de Bonilla (EQ) 23:33 A. Encinar (EQ) 27:27 P. Mata (EQ) 50:26 D. Cantabrana (EQ) 54:51 J. de Bonilla (EQ) 59:47 | (1:1, 2:0, 3:1) | 11:50 (EQ) M. Lazar 45:32 (EQ) R. Ordog | Widzów: 238 Sędzia główny: Gergely Korbuly Sędziowie liniowi: Władisław Maszenkin Aleksej Sascenkov |
| Godzina: 19:30 | 8 min. kar |                 | 6 min. kar                              | Widzów: 238 Sędzia główny: Gergely Korbuly Sędziowie liniowi: Władisław Maszenkin Aleksej Sascenkov |

| 13 grudnia 2022 | Rumunia | 4:5 | Holandia | Kaunas Ice Palace, Kowno |

| Szczegóły      | Szczegóły                                                                           | Szczegóły       | Szczegóły | Szczegóły                                                                                              |
| -------------- | ----------------------------------------------------------------------------------- | --------------- | --- | --- |
| Godzina: 12:30 | S. Gyorffy (EQ) 00:47 S. Gyorffy (EQ) 21:26 M. Lazar (EQ) 41:41 M. Lazar (EQ) 53:02 | (1:2, 1:0, 2:3) | 15:16 (PP) M. Collard 16:09 (EQ) T. Roodenburg 49:33 (EQ) C. van Stuijvenberg 49:45 (EQ) L. Arts 55:48 (EQ) L. Vosmer | Widzów: 82 Sędzia główny: Krzysztof Kozłowski Sędziowie liniowi: Alexander Kaptain Serhij Charaberiusz |
| Godzina: 12:30 | 10 min. kar                                                                         |                 | 35 min. kar | Widzów: 82 Sędzia główny: Krzysztof Kozłowski Sędziowie liniowi: Alexander Kaptain Serhij Charaberiusz |

| 13 grudnia 2022 | Wielka Brytania | 4:7 | Chorwacja | Kaunas Ice Palace, Kowno |

| Szczegóły      | Szczegóły                                                                                    | Szczegóły       | Szczegóły | Szczegóły                                                                                    |
| -------------- | -------------------------------------------------------------------------------------------- | --------------- | --- | -------------------------------------------------------------------------------------------- |
| Godzina: 16:00 | B. Harewood (PP) 02:00 J. Lindgren (PP) 42:59 A. Hazeldine (EQ) 47:08 O. Endicott (EQ) 59:40 | (1:4, 0:2, 3:1) | 06:29 (PP) N. Jurić 07:46 (PP) V. Idzan 15:18 (EQ) N. Cavlović 19:06 (PP) A. Bebek 29:00 (PP) N. Jurić 31:02 (EQ) V. Idzan 59:24 (EQ/ENG) B. Idzan | Widzów: 392 Sędzia główny: Gergely Korbuly Sędziowie liniowi: Go Hashimoto Aleksej Sascenkov |
| Godzina: 16:00 | 22 min. kar                                                                                  |                 | 8 min. kar | Widzów: 392 Sędzia główny: Gergely Korbuly Sędziowie liniowi: Go Hashimoto Aleksej Sascenkov |

| 13 grudnia 2022 | Hiszpania | 1:4 | Litwa | Kaunas Ice Palace, Kowno |

| Szczegóły      | Szczegóły                | Szczegóły       | Szczegóły                                                                                         | Szczegóły                                                                                         |
| -------------- | ------------------------ | --------------- | ------------------------------------------------------------------------------------------------- | ------------------------------------------------------------------------------------------------- |
| Godzina: 19:30 | J. de Bonilla (PP) 55:17 | (0:1, 0:2, 1:1) | 06:07 (EQ) M. Dumcius 25:47 (EQ) M. Dumcius 30:17 (EQ) P. Grybauskas 58:36 (EQ/ENG) I. Michalevic | Widzów: 532 Sędzia główny: Anton Peretiatko Sędziowie liniowi: Władisław Maszenkin Juri Timofejew |
| Godzina: 19:30 | 16 min. kar              |                 | 10 min. kar                                                                                       | Widzów: 532 Sędzia główny: Anton Peretiatko Sędziowie liniowi: Władisław Maszenkin Juri Timofejew |

| 14 grudnia 2022 | Wielka Brytania | 9:0 | Rumunia | Kaunas Ice Palace, Kowno |

| Szczegóły      | Szczegóły | Szczegóły       | Szczegóły   | Szczegóły                                                                                                 |
| -------------- | --- | --------------- | ----------- | --- |
| Godzina: 12:30 | J. McBean (PP) 02:20 J. Hopkins (EQ) 09:12 J. McBean (EQ) 09:41 L. Steele (EQ) 19:06 M. Stewart (EQ) 24:07 L. Steele (EQ) 26:00 M. Stewart (EQ) 28:50 R. Mitchell-King (PP2) 46:28 M. Stewart (PP) 58:06 | (4:0, 3:0, 2:0) |             | Widzów: 361 Sędzia główny: Krzysztof Kozłowski Sędziowie liniowi: Serhij Charaberiusz Władisław Maszenkin |
| Godzina: 12:30 | 12 min. kar |                 | 18 min. kar | Widzów: 361 Sędzia główny: Krzysztof Kozłowski Sędziowie liniowi: Serhij Charaberiusz Władisław Maszenkin |

| 14 grudnia 2022 | Hiszpania | 5:2 | Holandia | Kaunas Ice Palace, Kowno |

| Szczegóły      | Szczegóły                                                                                               | Szczegóły       | Szczegóły                                | Szczegóły                                                                                     |
| -------------- | --- | --------------- | ---------------------------------------- | --------------------------------------------------------------------------------------------- |
| Godzina: 16:00 | M. Zuniga (EQ) 09:22 P. Tello (PP) 17:34 D. Garcia (PP) 24:03 N. Huerta (EQ) 28:31 N. Huerta (EQ) 52:22 | (2:1, 2:1, 1:0) | 16:05 (EQ) L. Vosmer 32:07 (PP) T. Speel | Widzów: 356 Sędzia główny: Maris Locans Sędziowie liniowi: Aleksej Sascenkov Jason Thorrignac |
| Godzina: 16:00 | 10 min. kar                                                                                             |                 | 14 min. kar                              | Widzów: 356 Sędzia główny: Maris Locans Sędziowie liniowi: Aleksej Sascenkov Jason Thorrignac |

| 14 grudnia 2022 | Litwa | 1:2 pk. | Chorwacja | Kaunas Ice Palace, Kowno |

| Szczegóły      | Szczegóły              | Szczegóły                 | Szczegóły                                  | Szczegóły                                                                                    |
| -------------- | ---------------------- | ------------------------- | ------------------------------------------ | -------------------------------------------------------------------------------------------- |
| Godzina: 19:30 | D. Laimutis (PP) 18:41 | (1:0, 0:0, 0:1, 0:0, 0:1) | 43:10 (EQ) V. Idzan 65:00 (GWG) F. Zavrski | Widzów: 615 Sędzia główny: Gergely Korbuly Sędziowie liniowi: Go Hashimoto Alexander Kaptain |
| Godzina: 19:30 | 8 min. kar             |                           | 8 min. kar                                 | Widzów: 615 Sędzia główny: Gergely Korbuly Sędziowie liniowi: Go Hashimoto Alexander Kaptain |

| 16 grudnia 2022 | Chorwacja | 9:5 | Hiszpania | Kaunas Ice Palace, Kowno |

| Szczegóły      | Szczegóły | Szczegóły       | Szczegóły | Szczegóły                                                                                      |
| -------------- | --- | --------------- | --- | ---------------------------------------------------------------------------------------------- |
| Godzina: 12:30 | T. Alić (EQ) 07:00 B. Idzan (EQ) 07:50 F. Kasparek (EQ) 12:57 B. Idzan (EQ) 27:45 L. Bodiroga (EQ) 31:27 A. Dimitrijević (EQ) 41:00 K. Marinković (EQ) 46:29 M. Simunković (EQ) 47:40 A. Bebek (PP) 59:59 | (3:2, 2:1, 4:2) | 12:38 (PP) Q. Muratet 19:49 (EQ) G. Santamaria 24:57 (EQ) A. Torralba 42:39 (PP) P. Tello 48:44 (PP) J. de Bonilla | Widzów: 109 Sędzia główny: Maris Locans Sędziowie liniowi: Alexander Kaptain Aleksej Sascenkov |
| Godzina: 12:30 | 33 min. kar |                 | 4 min. kar | Widzów: 109 Sędzia główny: Maris Locans Sędziowie liniowi: Alexander Kaptain Aleksej Sascenkov |

| 16 grudnia 2022 | Holandia | 0:7 | Wielka Brytania | Kaunas Ice Palace, Kowno |

| Szczegóły      | Szczegóły  | Szczegóły       | Szczegóły | Szczegóły                                                                                       |
| -------------- | ---------- | --------------- | --- | ----------------------------------------------------------------------------------------------- |
| Godzina: 16:00 |            | (0:1, 0:4, 0:2) | 16:45 (EQ) B. Harewood 21:51 (EQ) J. Lindgren 32:58 (EQ) M. Stewart 33:50 (EQ) A. Francis 39:45 (PP) J. McBean 56:36 (EQ) J. Hopkins 59:02 (EQ) J. McBean | Widzów: 393 Sędzia główny: Anton Peretiatko Sędziowie liniowi: Go Hashimoto Serhij Charaberiusz |
| Godzina: 16:00 | 8 min. kar |                 | 4 min. kar | Widzów: 393 Sędzia główny: Anton Peretiatko Sędziowie liniowi: Go Hashimoto Serhij Charaberiusz |

| 16 grudnia 2022 | Rumunia | 1:4 | Litwa | Kaunas Ice Palace, Kowno |

| Szczegóły      | Szczegóły           | Szczegóły       | Szczegóły                                                                                       | Szczegóły                                                                                         |
| -------------- | ------------------- | --------------- | ----------------------------------------------------------------------------------------------- | ------------------------------------------------------------------------------------------------- |
| Godzina: 19:30 | M. Lazar (EQ) 22:29 | (0:1, 1:1, 0:2) | 04:35 (PP) A. Seniut 29:54 (EQ) P. Grybauskas 51:34 (PP) I. Michalevic 54:06 (PP) P. Grybauskas | Widzów: 698 Sędzia główny: Krzysztof Kozłowski Sędziowie liniowi: Jason Thorrignac Juri Timofejew |
| Godzina: 19:30 | 20 min. kar         |                 | 2 min. kar                                                                                      | Widzów: 698 Sędzia główny: Krzysztof Kozłowski Sędziowie liniowi: Jason Thorrignac Juri Timofejew |

| 17 grudnia 2022 | Wielka Brytania | 3:1 | Hiszpania | Kaunas Ice Palace, Kowno |

| Szczegóły      | Szczegóły                                                              | Szczegóły       | Szczegóły              | Szczegóły                                                                                           |
| -------------- | ---------------------------------------------------------------------- | --------------- | ---------------------- | --------------------------------------------------------------------------------------------------- |
| Godzina: 12:30 | L. Steele (EQ) 01:18 C.-K. Hamill (EQ) 33:57 J. Hopkins (SH/ENG) 57:54 | (1:1, 1:0, 1:0) | 08:12 (EQ) A. Torralba | Widzów: 278 Sędzia główny: Gergely Korbuly Sędziowie liniowi: Alexander Kaptain Serhij Charaberiusz |
| Godzina: 12:30 | 8 min. kar                                                             |                 | 8 min. kar             | Widzów: 278 Sędzia główny: Gergely Korbuly Sędziowie liniowi: Alexander Kaptain Serhij Charaberiusz |

| 17 grudnia 2022 | Litwa | 3:1 | Holandia | Kaunas Ice Palace, Kowno |

| Szczegóły      | Szczegóły                                                                    | Szczegóły       | Szczegóły                | Szczegóły                                                                                           |
| -------------- | ---------------------------------------------------------------------------- | --------------- | ------------------------ | --------------------------------------------------------------------------------------------------- |
| Godzina: 16:00 | A. Seniut (EQ) 00:41 M. Dumcius (EQ) 28:52 T. Sedleckij Razin (EQ/ENG) 59:42 | (1:1, 1:0, 1:0) | 17:29 (EQ) M. Castronovo | Widzów: 675 Sędzia główny: Anton Peretiatko Sędziowie liniowi: Władisław Maszenkin Jason Thorrignac |
| Godzina: 16:00 | 8 min. kar                                                                   |                 | 14 min. kar              | Widzów: 675 Sędzia główny: Anton Peretiatko Sędziowie liniowi: Władisław Maszenkin Jason Thorrignac |

| 17 grudnia 2022 | Chorwacja | 5:4 | Rumunia | Kaunas Ice Palace, Kowno |

| Szczegóły      | Szczegóły                                                                                              | Szczegóły       | Szczegóły                                                                         | Szczegóły                                                                              |
| -------------- | --- | --------------- | --------------------------------------------------------------------------------- | -------------------------------------------------------------------------------------- |
| Godzina: 19:30 | B. Idzan (EQ) 13:18 T. Alić (SH) 18:37 B. Idzan (EQ) 20:17 B. Filipović (PP) 21:31 V. Idzan (EQ) 54:49 | (2:0, 2:3, 1:1) | 22:06 (EQ) R. Ordog 32:31 (EQ) S. Gyorffy 39:25 (PP) M. Lazar 47:46 (PP) R. Ordog | Widzów: 375 Sędzia główny: Maris Locans Sędziowie liniowi: Go Hashimoto Juri Timofejew |
| Godzina: 19:30 | 31 min. kar                                                                                            |                 | 12 min. kar                                                                       | Widzów: 375 Sędzia główny: Maris Locans Sędziowie liniowi: Go Hashimoto Juri Timofejew |

Tabela
| Lp. | Zespół          | M | Pkt | Z | Zd | Pd | P | G+ | G- | +/− |
| --- | --------------- | - | --- | - | -- | -- | - | -- | -- | --- |
| 1.  | Chorwacja       | 5 | 12  | 3 | 1  | 1  | 0 | 25 | 17 | +8  |
| 2.  | Wielka Brytania | 5 | 12  | 4 | 0  | 0  | 1 | 27 | 11 | +16 |
| 3.  | Litwa           | 5 | 10  | 3 | 0  | 1  | 1 | 15 | 9  | +6  |
| 4.  | Hiszpania       | 5 | 6   | 2 | 0  | 0  | 3 | 18 | 20 | -2  |
| 5.  | Holandia        | 5 | 5   | 1 | 1  | 0  | 3 | 11 | 21 | -10 |
| 6.  | Rumunia         | 5 | 0   | 0 | 0  | 0  | 5 | 11 | 29 | -18 |

Statystyki indywidualne
- Klasyfikacja strzelców:  Bruno Idzan: 6 goli[1]
- Klasyfikacja asystentów:  Marijus Dumcius: 7 asyst[2]
- Klasyfikacja kanadyjska:  Jack Hopkins: 11 punktów[3]
- Klasyfikacja +/−:  Tin Alić: +8[4]
- Klasyfikacja skuteczności interwencji bramkarzy:  Kazimieras Jukna: 95,79%[5]
- Klasyfikacja średniej goli straconych na mecz bramkarzy:  Benjamin Norton: 0,90[5]

Nagrody indywidualne
Dyrektoriat turnieju wybrał trójkę najlepszych zawodników na każdej pozycji:
- Bramkarz:  Kazimieras Jukna
- Obrońca:  Jaime de Bonilla
- Napastnik:  Bruno Idzan

Najlepsi zawodnicy każdej reprezentacji wybrani przez szkoleniowców ekip
 Vito Idzan,  Jaime de Bonilla,  Benjamin Norton,  Marijus Dumcius,  Jowin Ansems,  Menyhert Lazar

## Grupa B
Wyniki
| 16 stycznia 2023 | Meksyk | 3:8 | Chińskie Tajpej | Laugardalur Arena, Reykjavík |

| Szczegóły      | Szczegóły                                                               | Szczegóły       | Szczegóły | Szczegóły                                                                                 |
| -------------- | ----------------------------------------------------------------------- | --------------- | --- | ----------------------------------------------------------------------------------------- |
| Godzina: 13:00 | M. Argandonna (EQ) 09:01 L. Valencia (EQ) 33:43 A. Quinzanos (EQ) 50:05 | (1:3, 1:2, 1:3) | 11:29 (PP) Chou H. 17:19 (PP) Hsu Y. 19:41 (EQ) Peng M. 22:39 (EQ) Chou H. 35:50 (EQ) Peng M. 43:41 (EQ) Chou H. 46:27 (EQ) Wang Y.H. 59:43 (EQ) Wen P.-A. | Widzów: 50 Sędzia główny: David Good Sędziowie liniowi: Sindri Gunnarsson Jeroen Klijberg |
| Godzina: 13:00 | 14 min. kar                                                             |                 | 10 min. kar | Widzów: 50 Sędzia główny: David Good Sędziowie liniowi: Sindri Gunnarsson Jeroen Klijberg |

| 16 stycznia 2023 | Belgia | 3:4 pd. | Chiny | Laugardalur Arena, Reykjavík |

| Szczegóły      | Szczegóły                                                        | Szczegóły            | Szczegóły                                                                   | Szczegóły                                                                                    |
| -------------- | ---------------------------------------------------------------- | -------------------- | --------------------------------------------------------------------------- | -------------------------------------------------------------------------------------------- |
| Godzina: 16:30 | L. Vreys (PP) 01:08 T. Gentry (PP) 27:05 E. de Meyere (EQ) 41:07 | (1:1, 1:1, 1:1, 0:1) | 15:18 (SH) K. Chen 31:05 (PP) T. Huang 55:00 (EQ) R. Luan 64:27 (EQ) Z. Lyu | Widzów: 45 Sędzia główny: Cristian Filip Sędziowie liniowi: Oli Gunnarsson Sæmundur Leifsson |
| Godzina: 16:30 | 16 min. kar                                                      |                      | 20 min. kar                                                                 | Widzów: 45 Sędzia główny: Cristian Filip Sędziowie liniowi: Oli Gunnarsson Sæmundur Leifsson |

| 16 stycznia 2023 | Islandia | 1:7 | Serbia | Laugardalur Arena, Reykjavík |

| Szczegóły      | Szczegóły                 | Szczegóły       | Szczegóły | Szczegóły                                                                                             |
| -------------- | ------------------------- | --------------- | --- | --- |
| Godzina: 20:00 | K. Johannesson (PP) 40:24 | (0:3, 0:3, 1:1) | 05:06 (PP) V. Kravljanac 08:38 (EQ) B. Djordjević 10:11 (PP) P. Pecerić 22:09 (EQ) V. Savić 38:34 (EQ) J. Alijević 39:28 (EQ) V. Kravljanac 53:26 (EQ) M. Dinić | Widzów: 213 Sędzia główny: Stef Oosterling Sędziowie liniowi: Luis Estirado Revuelta Kresimir Polasek |
| Godzina: 20:00 | 16 min. kar               |                 | 18 min. kar | Widzów: 213 Sędzia główny: Stef Oosterling Sędziowie liniowi: Luis Estirado Revuelta Kresimir Polasek |

| 17 stycznia 2023 | Chiny | 4:0 | Meksyk | Laugardalur Arena, Reykjavík |

| Szczegóły      | Szczegóły                                                                | Szczegóły       | Szczegóły   | Szczegóły                                                                                          |
| -------------- | ------------------------------------------------------------------------ | --------------- | ----------- | -------------------------------------------------------------------------------------------------- |
| Godzina: 13:00 | K. Chen (EQ) 18:01 S. Ma (SH) 32:42 Z. Liu (EQ) 33:16 K. Chen (EQ) 57:39 | (1:0, 2:0, 1:0) |             | Widzów: 35 Sędzia główny: Stef Oosterling Sędziowie liniowi: Luis Estirado Revuelta Oli Gunnarsson |
| Godzina: 13:00 | 18 min. kar                                                              |                 | 12 min. kar | Widzów: 35 Sędzia główny: Stef Oosterling Sędziowie liniowi: Luis Estirado Revuelta Oli Gunnarsson |

| 17 stycznia 2023 | Serbia | 7:1 | Chińskie Tajpej | Laugardalur Arena, Reykjavík |

| Szczegóły      | Szczegóły | Szczegóły       | Szczegóły         | Szczegóły                                                                                     |
| -------------- | --- | --------------- | ----------------- | --------------------------------------------------------------------------------------------- |
| Godzina: 16:30 | V. Kravljanac (SH) 02:12 M. Dinić (PP) 12:30 S. Vidović (EQ) 31:08 S. Vidović (EQ) 33:59 M. Dinić (EQ) 41:38 V. Kravljanac (EQ) 52:02 M. Dinić (SH) 58:56 | (2:0, 2:1, 3:0) | 29:59 (EQ) Lin J. | Widzów: 25 Sędzia główny: Cristian Filip Sędziowie liniowi: Jeroen Klijberg Sæmundur Leifsson |
| Godzina: 16:30 | 10 min. kar |                 | 12 min. kar       | Widzów: 25 Sędzia główny: Cristian Filip Sędziowie liniowi: Jeroen Klijberg Sæmundur Leifsson |

| 17 stycznia 2023 | Belgia | 5:3 | Islandia | Laugardalur Arena, Reykjavík |

| Szczegóły      | Szczegóły                                                                                                 | Szczegóły       | Szczegóły                                                                | Szczegóły                                                                                    |
| -------------- | --- | --------------- | ------------------------------------------------------------------------ | -------------------------------------------------------------------------------------------- |
| Godzina: 20:00 | T. Vreys (EQ) 28:37 T. Vreys (PS) 29:41 T. Vreys (PP) 46:04 R. Cuylen (EQ) 55:12 R. Cuylen (EQ/ENG) 59:00 | (0:1, 2:1, 3:1) | 13:28 (EQ) V. Hlynsson 34:58 (SH) H. Magnusson 44:28 (PP) K. Johannesson | Widzów: 153 Sędzia główny: David Good Sędziowie liniowi: Andries Gheorghies Kresimir Polasek |
| Godzina: 20:00 | 16 min. kar                                                                                               |                 | 10 min. kar                                                              | Widzów: 153 Sędzia główny: David Good Sędziowie liniowi: Andries Gheorghies Kresimir Polasek |

| 19 stycznia 2023 | Serbia | 2:8 | Chiny | Laugardalur Arena, Reykjavík |

| Szczegóły      | Szczegóły                                       | Szczegóły       | Szczegóły | Szczegóły                                                                                     |
| -------------- | ----------------------------------------------- | --------------- | --- | --------------------------------------------------------------------------------------------- |
| Godzina: 13:00 | B. Djordjević (EQ) 04:06 P. Pecerić (PP2) 48:40 | (1:2, 0:4, 1:2) | 11:08 (EQ) C. Jin 14:09 (EQ) M. Li 20:32 (EQ) K. Chen 21:10 (EQ) Z. Li 21:51 (EQ) M. Li 23:46 (EQ) M. Li 44:45 (PP2) R. Luan 56:13 (EQ) Z. Lyu | Widzów: 32 Sędzia główny: Stef Oosterling Sędziowie liniowi: Jeroen Klijberg Kresimir Polasek |
| Godzina: 13:00 | 12 min. kar                                     |                 | 8 min. kar | Widzów: 32 Sędzia główny: Stef Oosterling Sędziowie liniowi: Jeroen Klijberg Kresimir Polasek |

| 19 stycznia 2023 | Belgia | 5:2 | Meksyk | Laugardalur Arena, Reykjavík |

| Szczegóły      | Szczegóły                                                                                                  | Szczegóły       | Szczegóły                                       | Szczegóły                                                                                |
| -------------- | --- | --------------- | ----------------------------------------------- | ---------------------------------------------------------------------------------------- |
| Godzina: 16:30 | L. Vreys (PP) 04:31 L. Vreys (SH) 09:46 A. Van Gorp (EQ) 19:52 T. Vreys (EQ) 43:47 E. Palmaerts (PP) 47:58 | (3:0, 0:2, 2:0) | 29:03 (EQ) M. Argandonna 33:14 (PP) L. Valencia | Widzów: 40 Sędzia główny: David Good Sędziowie liniowi: Oli Gunnarsson Sæmundur Leifsson |
| Godzina: 16:30 | 8 min. kar                                                                                                 |                 | 12 min. kar                                     | Widzów: 40 Sędzia główny: David Good Sędziowie liniowi: Oli Gunnarsson Sæmundur Leifsson |

| 19 stycznia 2023 | Islandia | 5:4 | Chińskie Tajpej | Laugardalur Arena, Reykjavík |

| Szczegóły      | Szczegóły | Szczegóły       | Szczegóły                                                                          | Szczegóły                                                                                               |
| -------------- | --- | --------------- | ---------------------------------------------------------------------------------- | --- |
| Godzina: 20:00 | V. Hlynsson (PP) 10:47 Æ. Arngrimsson (EQ) 38:55 Æ. Arngrimsson (PP2) 46:08 G. Thorsteinsson (PP) 47:17 H. Magnusson (PP) 54:21 | (1:1, 1:1, 3:2) | 16:27 (EQ) Fan Y.-C. 37:24 (PP) Wen P.-A. 43:59 (EQ) Lo T.-C. 51:31 (EQ) Lin Y.-K. | Widzów: 205 Sędzia główny: Filip Metzinger Sędziowie liniowi: Luis Estirado Revuelta Andries Gheorghies |
| Godzina: 20:00 | 6 min. kar |                 | 41 min. kar                                                                        | Widzów: 205 Sędzia główny: Filip Metzinger Sędziowie liniowi: Luis Estirado Revuelta Andries Gheorghies |

| 20 stycznia 2023 | Meksyk | 2:8 | Serbia | Laugardalur Arena, Reykjavík |

| Szczegóły      | Szczegóły                                      | Szczegóły       | Szczegóły | Szczegóły                                                                              |
| -------------- | ---------------------------------------------- | --------------- | --- | -------------------------------------------------------------------------------------- |
| Godzina: 13:00 | A. Valencia (PP) 31:41 A. Quinzanos (EQ) 53:33 | (0:3, 1:2, 1:3) | 04:33 (EQ) V. Savić 12:08 (EQ) M. Ivanović 18:03 (EQ) S. Vidović 39:29 (PP2) S. Vidović 39:54 (PP) B. Djordjević 40:43 (EQ) M. Ivanović 56:27 (EQ) S. Vidović 59:21 (EQ) M. Ivanović | Widzów: 28 Sędzia główny: David Good Sędziowie liniowi: Oli Gunnarsson Jeroen Klijberg |
| Godzina: 13:00 | 8 min. kar                                     |                 | 14 min. kar | Widzów: 28 Sędzia główny: David Good Sędziowie liniowi: Oli Gunnarsson Jeroen Klijberg |

| 20 stycznia 2023 | Chińskie Tajpej | 2:6 | Belgia | Laugardalur Arena, Reykjavík |

| Szczegóły      | Szczegóły                              | Szczegóły       | Szczegóły | Szczegóły                                                                                         |
| -------------- | -------------------------------------- | --------------- | --- | ------------------------------------------------------------------------------------------------- |
| Godzina: 16:30 | Peng M. (PP2) 58:08 Peng M. (PP) 58:42 | (0:4, 0:0, 2:2) | 01:01 (EQ) R. Cuylen 01:51 (EQ) Y. Vaerewyck 09:25 (EQ) R. Cuylen 19:45 (EQ) L. Vreys 55:07 (EQ) W. Vanmontfoort 59:33 (EQ/ENG) Y. Vaerewyck | Widzów: 30 Sędzia główny: Filip Metzinger Sędziowie liniowi: Andries Gheorghies Sindri Gunnarsson |
| Godzina: 16:30 | 8 min. kar                             |                 | 16 min. kar | Widzów: 30 Sędzia główny: Filip Metzinger Sędziowie liniowi: Andries Gheorghies Sindri Gunnarsson |

| 20 stycznia 2023 | Chiny | 5:2 | Islandia | Laugardalur Arena, Reykjavík |

| Szczegóły      | Szczegóły                                                                                    | Szczegóły       | Szczegóły                                          | Szczegóły                                                                                            |
| -------------- | -------------------------------------------------------------------------------------------- | --------------- | -------------------------------------------------- | --- |
| Godzina: 20:00 | Z. Liu (EQ) 09:42 Z. Wei (EQ) 15:57 T. Huang (PP) 20:10 M. Li (SH) 33:11 T. Huang (EQ) 58:11 | (2:0, 2:1, 1:1) | 30:29 (PP2) K. Johannesson 51:56 (EQ) H. Magnusson | Widzów: 264 Sędzia główny: Cristian Filip Sędziowie liniowi: Luis Estirado Revuelta Kresimir Polasek |
| Godzina: 20:00 | 12 min. kar                                                                                  |                 | 8 min. kar                                         | Widzów: 264 Sędzia główny: Cristian Filip Sędziowie liniowi: Luis Estirado Revuelta Kresimir Polasek |

| 22 stycznia 2023 | Chiny | 8:2 | Chińskie Tajpej | Laugardalur Arena, Reykjavík |

| Szczegóły      | Szczegóły | Szczegóły       | Szczegóły                                 | Szczegóły                                                                                   |
| -------------- | --- | --------------- | ----------------------------------------- | ------------------------------------------------------------------------------------------- |
| Godzina: 11:00 | Z. Wei (EQ) 07:07 Z. Liu (EQ) 09:55 J. Hu (EQ) 23:01 M. Li (EQ) 23:47 Z. Lyu (EQ) 35:47 Z. Li (EQ) 37:44 S. Ma (EQ) 43:32 Z. Wei (EQ) 48:04 | (2:0, 4:0, 2:2) | 40:45 (EQ) Lin Y.-C. 54:16 (PP) Fan Y.-C. | Widzów: 32 Sędzia główny: David Good Sędziowie liniowi: Sindri Gunnarsson Sæmundur Leifsson |
| Godzina: 11:00 | 8 min. kar |                 | 4 min. kar                                | Widzów: 32 Sędzia główny: David Good Sędziowie liniowi: Sindri Gunnarsson Sæmundur Leifsson |

| 22 stycznia 2023 | Serbia | 3:6 | Belgia | Laugardalur Arena, Reykjavík |

| Szczegóły      | Szczegóły                                                         | Szczegóły       | Szczegóły | Szczegóły                                                                                    |
| -------------- | ----------------------------------------------------------------- | --------------- | --- | -------------------------------------------------------------------------------------------- |
| Godzina: 14:30 | P. Simić (EQ) 03:38 M. Ivanović (EQ) 19:07 J. Alijević (PP) 23:02 | (2:1, 1:2, 0:3) | 01:01 (PP) R. Cuylen 21:41 (PP) Y. Vaerewyck 39:54 (EQ) L. Vreys 46:36 (EQ) T. Peeters 51:31 (PP) T. Gentry 58:57 (EQ/ENG) T. Gentry | Widzów: 62 Sędzia główny: Stef Oosterling Sędziowie liniowi: Oli Gunnarsson Kresimir Polasek |
| Godzina: 14:30 | 12 min. kar                                                       |                 | 8 min. kar | Widzów: 62 Sędzia główny: Stef Oosterling Sędziowie liniowi: Oli Gunnarsson Kresimir Polasek |

| 22 stycznia 2023 | Islandia | 7:0 | Meksyk | Laugardalur Arena, Reykjavík |

| Szczegóły      | Szczegóły | Szczegóły       | Szczegóły   | Szczegóły                                                                                        |
| -------------- | --- | --------------- | ----------- | ------------------------------------------------------------------------------------------------ |
| Godzina: 18:00 | A. H. Kristjansson (EQ) 05:28 A. Sveinsson (EQ) 05:38 G. Thorsteinsson (EQ) 07:47 G. Thorsteinsson (EQ) 32:01 D. Otuoma (SH) 34:24 A. Sveinsson (EQ) 37:24 H. Magnusson (EQ) 44:07 | (3:0, 3:0, 1:0) |             | Widzów: 579 Sędzia główny: Filip Metzinger Sędziowie liniowi: Andries Gheorghies Jeroen Klijberg |
| Godzina: 18:00 | 35 min. kar |                 | 16 min. kar | Widzów: 579 Sędzia główny: Filip Metzinger Sędziowie liniowi: Andries Gheorghies Jeroen Klijberg |

Tabela
| Lp. | Zespół          | M | Pkt | Z | Zd | Pd | P | G+ | G- | +/− |
| --- | --------------- | - | --- | - | -- | -- | - | -- | -- | --- |
| 1.  | Chiny           | 5 | 14  | 4 | 1  | 0  | 0 | 29 | 9  | +20 |
| 2.  | Belgia          | 5 | 13  | 4 | 0  | 1  | 0 | 25 | 14 | +11 |
| 3.  | Serbia          | 5 | 9   | 3 | 0  | 0  | 2 | 27 | 18 | +9  |
| 4.  | Islandia        | 5 | 6   | 2 | 0  | 0  | 3 | 18 | 21 | -3  |
| 5.  | Chińskie Tajpej | 5 | 3   | 1 | 0  | 0  | 4 | 17 | 29 | -12 |
| 6.  | Meksyk          | 5 | 0   | 0 | 0  | 0  | 5 | 7  | 32 | -25 |

Statystyki indywidualne
- Klasyfikacja strzelców:  Rik Cuylen
 Mingshenhao Li
 Slavko Vidović
 Lowie Vreys: 5 goli[8]
- Klasyfikacja asystentów:  Tijs Vreys: 8 asyst[9]
- Klasyfikacja kanadyjska:  Lowie Vreys: 12 punktów[10]
- Klasyfikacja +/−:  Conglang Jin: +13[11]
- Klasyfikacja skuteczności interwencji bramkarzy:  Shifeng Chen: 95,92%[12]
- Klasyfikacja średniej goli straconych na mecz bramkarzy:  Shifeng Chen: 1,33 goli[12]

Nagrody indywidualne
Dyrektoriat turnieju wybrał trójkę najlepszych zawodników na każdej pozycji:
- Bramkarz:  Shifeng Chen
- Obrońca:  Lowie Vreys
- Napastnik:  Matija Dinić

Najlepsi zawodnicy każdej reprezentacji wybrani przez szkoleniowców ekip
 Lowie Vreys,  Kailin Chen,  Hakon Magnusson,  Daniel Cuellar,  Bojan Djordjević,  Peng Mo